# 川合辰弥
川合 辰弥（かわい たつや、1977年4月2日-）は日本のプロダクトデザイナー・クリエイティブディレクターである。
自動車業界で培った、エンジニアリングに根差した製品のデザインからブランド事業構築までを総合的にプロデュースするプロダクトデザイナー・クリエイティブディレクターとして、食品・テーブルウェア・キッチンウェア・ファッション・インテリア・住宅設備機器・建築建材・商業空間・産業機器・ロボット等様々な分野において活動。フランクフルト・ボローニャ・パリ・東京の国際エキシビジョンで様々な作品とブランドを発表。世界三大デザイン賞制覇をはじめ国際的なデザイン賞の多数受賞等で国際的な評価を得ている。同氏が代表を務める Carozzeria Kawai Co.Ltdは世界三大デザイン賞のひとつiF デザイン賞が定める世界のデザイン指標「iF WORLD DESIGN INDEX 」において、世界のデザインスタジオの総合トップ100に二年連続で選定される。

## 略歴
1977年愛知県出身。生家は日本美術に由縁があり、幼少期より日本美術や西洋美術に影響を受ける。少年期にブームとなっていたフォーミュラ・ワン マシンの美しさに感銘しフォーミュラ・ワンの空力デザイナー・エンジニアを志し中部大学 工学部 機械工学科を卒業。後に自動車の開発技術者になる。
2010年 Carozzeria Kawai Co.Ltd を設立。ベンチャー企業として自社製品・ブランドを創り発表していく過程で、様々な企業から製品デザイン・ブランド立ち上げのプロデュースの依頼が集まるようになり、様々な製品ブランド開発プロジェクトを手がける。同社は世界三大デザイン賞のひとつiF デザイン賞が定める世界のデザイン指標「iF WORLD DESIGN INDEX 」において、世界のデザインスタジオの総合トップ100に2年連続で選定される。

## 受賞歴
- iFワールドデザインインデックス  TOP 100 デザインスタジオ 2019-2023
- iFワールドデザインインデックス  TOP 100 デザインスタジオ 2018-2022
- iFワールドデザインインデックス  TOP 10 テーブルウェア クックウェア 2018-2022
- iF デザイン賞  2022 　（ドイツ インダストリー フォーラム デザイン ハノーファー  世界三大デザイン賞）
- JIDA デザインミュージアムセレクションVOL.23  2021（公益社団法人日本インダストリアルデザイナー協会）
- アジアデザイン賞 DFA　2021 （香港デザインセンター）
- デザインインテリジェンス賞（DIA)2021 名誉賞（中国美術学院DIA委員会主催、浙江省政府後援）
- iFワールドデザインインデックス TOP 25 tableware 2017-2021 （ドイツ インダストリー フォーラム デザイン ハノーファー ）世界三大デザイン賞
- iFデザイン賞 2021 （ドイツ インダストリー フォーラム デザイン ハノーファー ）世界三大デザイン賞
- CCDO デザインアワード 2021 グランプリ（中部デザイン団体協議会）
- レッド・ドット・デザイン賞 2019　best of the best　最優秀賞 （ドイツ ノルトライン・ヴェストファーレン・デザインセンター）世界三大デザイン賞
- DIA 2019 (デザインインテリジェンスアワード ）　Honorable Mention（中国美術学院DIA委員会主催、浙江省政府後援）
- iFデザイン賞 2019　金賞 （ドイツ インダストリー フォーラム デザイン ハノーファー ）世界三大デザイン賞
- iFデザイン賞 2019　（ドイツ インダストリー フォーラム デザイン ハノーファー ）世界三大デザイン賞
- ジャーマンデザイン賞 2019 特別賞 （ドイツ デザイン評議会、ドイツ連邦議会後援）
- 岐阜県多治見市顕彰
- IDEA 2018（インターナショナル・デザイン・エクセレンス・アワード） Finalist（アメリカ・インダストリアル・デザイナー協会）世界三大デザイン賞
- レッド・ドット・デザイン賞 2018　 Winner （ドイツ ノルトライン・ヴェストファーレン・デザインセンター）世界三大デザイン賞
- DIA 2018 (デザインインテリジェンスアワード ）　TOP100（中国美術学院DIA委員会主催、浙江省政府後援）
- iFデザイン賞 2018（ドイツ）（ドイツ インダストリー フォーラム デザイン ハノーファー ）世界三大デザイン賞
- ジャーマンデザイン賞 2018 WINNER（ドイツ デザイン評議会、ドイツ連邦議会後援）
- iFデザイン賞 2017（ドイツ インダストリー フォーラム デザイン ハノーファー）世界三大デザイン賞
- レッド・ドット・デザイン賞 2017　 Winner（ドイツ ノルトライン・ヴェストファーレン・デザインセンター）世界三大デザイン賞
- JIDAデザインミュージアムセレクション VOL.19 （公益財団法人日本インダストリアルデザイナー協会）
- クールジャパンアワード 2017 （一般財団法人クールジャパン協議会、外務省・経済産業省後援）
- グッドデザイン賞 2016（公益財団法人日本デザイン振興会）
- The Wonder 500™ 2016（経済産業省）
- 多治見ビジネスイノベーション大賞 2016（第5回）大賞（多治見市・多治見商工会議所）
- JCD プロダクト・オブ・ザ・イヤー中部 金賞（一般社団法人 日本商環境デザイン協会）
- VISIT JAPAN Cool Japan 部門 銀賞（経済産業省）

## 展示発表
- interiorlifestyle tokyo 2019　東京
- ambiente 2019 ドイツ・フランクフルト
- rooms Tokyo 2018  東京
- interiorlifestyle tokyo 2018　東京
- Architecture + Construction Material 2018 東京
- Ambiente 2018　ドイツ・フランクフルト
- Cersaie 2017　イタリア・ボローニャ
- interiorlifestyle tokyo 2017　東京
- Architecture + Construction Material 2017 東京
- Ambiente 2017　ドイツ・フランクフルト
- Cersaie 2016　イタリア・ボローニャ
- interiorlifestyle tokyo 2016　東京
- Architecture + Construction Material 2016 東京
- Ambiente 2016　ドイツ・フランクフルト
- Cersaie 2015　イタリア・ボローニャ
- interiorlifestyle tokyo 2015　東京
- Architecture + Construction Material 2015 東京
- izutuki 東京コレド室町日本橋木屋本店
- Ambiente 2015　ドイツ・フランクフルト
- Cersaie 2014　イタリア・ボローニャ
- interiorlifestyle tokyo 2014　東京
- Architecture + Construction Material 2014 東京
- Ambiente 2014　ドイツ・フランクフルト
- Cersaie 2013　イタリア・ボローニャ
- interiorlifestyle tokyo 2013　東京
- Architecture + Construction Material 2013 東京
- Ambiente 2013　ドイツ・フランクフルト
- interiorlifestyle tokyo 2012　東京
- Maison & Objet 2012　フランス・パリ
- interiorlifestyle living tokyo 2011　東京

## メディア出演歴
- ほっとイブニング（2017年2月 NHK）
- イッポウ （2016年10月 CBCテレビ）
- Creators (2013年 10月 ZIP-FM）
- ほっとイブニング （2010年 11月 NHK）
- イッポウ  （2010年9月 CBCテレビ）

## 人物のメディア掲載歴
- JDN 注目のクリエイター（2018年3月）
- おりべくらぶ（2017年6月号）
- Goods Press（2017年1月号）
- 月刊石垣（2013年1月号）
- 月刊名児耶（2020年6月）
- 社長CEO情報（2012年8-9月号）
- AXISマガジン「グローバルを舞台に活躍する日本のデザイナー」（2021年10月）
- yahooニュース
- 日経流通新聞（2021年1月）
- 読売新聞
- 朝日新聞
- 毎日新聞
- 中日新聞
- 中部経済新聞
- 岐阜新聞

## 作品のメディア掲載歴
- Ideal HOME(England)
- VOGUELIVING (Australia)
- VOGUE
- ELLE ONLINE
- ELLE Gourmet
- ELLE a table
- Precious
- NHKスペシャル　にっぽん真ん中ブランド（2017年3月 NHK）
- ゆうがたサテライト 中小企業の起死回生特集 （2017年11月 テレビ東京）
- 家庭画報
- Premium Japan
- Pen
- Goods Press
- モノマガジン
- BUONO
- メルセデス・ベンツマガジン
- MEN'S CLUB
- 芸術新潮
- MEN'S PLUS
- Lala Begin
- Get Navi
- JESSICA by bramo
- Yahooニュース
- 日経トレンディ
- NIKKEI STYLE
- Daytona
- 女性セブン
- Forza style
- HOME THEATER
- Foyer
- All about
- OPENERS
- &GP
- DIME
- LOCARI
- MADURO
- AGORA
- OCEANS
- BRUTUS
- Casa Blutus
- WEB STORY
- PAVONE
- 朝日新聞
- 朝日新聞デジタル
- 西日本新聞
- 中日新聞
- 中部経済新聞
- 岐阜新聞